# ميدلتون (ماساتشوستس)
ميدلتون (بالإنجليزية: Middleton, Massachusetts)‏ هي بلدة أمريكية تقع في الولايات المتحدة في ماساتشوستس. يقدر عدد سكانها بـ 8,987 نسمة ومساحتها 37,4 كم2 و ترتفع عن سطح البحر 29 مترا.

## أعلام
- بيت كوت
- ميل ميريت
- جوزيف بيبودي
- تيم جونسون